# 레이 (대월)
레이(黎意, ? ~ 1530년)는 대월 후 레 왕조의 외척으로 레왕조가 막당중의 찬탈로 멸망하자 레왕조 부흥운동을 일으켰다.

## 생애
초기 생애는 전해지지 않으며, 성은 레(黎)씨이나 레러이의 후손이 아닌 외척이며 타인호아(淸化) 출신이다.
1530년, 여의가 자주(椰州)에서 거병해 레 소종의 연호 광소(光紹) 부활을 선언하자 후 레 왕조의 유신들이 그 휘하에 붙으면서 짧은 사이에 각 군현이 호응하여 병사가 수만 명에 달했고 말들이 강을 뒤덮을 수준이 되었다. 태상황 막당중이 몸소 군대를 동원했지만 연전연패하여 탕롱에서 퇴각할 수 밖에 없었고 막국정(莫國楨)에게 방어를 맡겼으나 역시 패배했으며 여의는 서도성(西都城)으로 쳐들어갔다. 
막당중은 이를 알아채고 군대를 거느린 후 친히 징집하여 막국정과 함께 협공했으나 패배했고 아들 막당조아인은 탕롱으로 퇴각했다. 이때 여의는 연전연승으로 명성을 떨쳤으나 해이해져 향락을 즐기게 되었다. 이 틈을 타 막국정이 여의를 격파하며 생포했고 여의는 탕롱에 압송된 뒤 거열형에 쳐해져 죽었다. 비록 레이는 1530년 처형되었지만 그가 수복한 고토는 다음 부흥군 수장인 응우옌낌, 찐끼엠 시기에도 유지되어 남북조 통일의 초석이 되었다.